# In-A-Gadda-Da-Vida (альбом)
In-A-Gadda-Da-Vida — второй студийный альбом американской рок-группы Iron Butterfly, выпущенный 14 июня 1968 года. Альбом примечателен своей одноимённой композицией, которая в своей расширенной версии занимает всю вторую сторону пластинки. Также альбом доступен в делюксовом издании на CD.
Диск занял 4 место в чарте Billboard и стал первым альбомом, который получил статус платинового в 1976 году от Американской ассоциации звукозаписывающих компаний (RIAA) разойдясь тиражом свыше 30 миллионов копий. В США он стал самым продаваемым альбомом за весь 1969 год.

## Обложка
На обложке альбома мы можем видеть группу в сопровождении жидкого светового шоу от The Joshua Light Show

## Оценки
| Оценки критиков | Оценки критиков |
| Источник        | Оценка          |
| --------------- | --------------- |
| Allmusic        | [ 8 ]           |
| Rolling Stone   | (отрицательный) |

Рецензент Allmusic Стивен Томас Эрлевайн дал альбому In-A-Gadda-Da-Vida рейтинг в четыре с половиной из пяти и назвал заглавный трек «олицетворением тяжёлого психоделического избытка». Он также отметил, что остальные песни альбома можно квалифицировать как «хорошие артефакты». Джим Померой из Rolling Stone дал негативную оценку, назвав манеру пения Ингла «негибкой и стерильной», а его манеру игры на органе «буквально куриным помётом» (англ. strictly chickenshit). Относительно титульного трека было сказано, что он ему «наскучил до смерти» (англ. managed to bore me to death).

## Список композиций

### Оригинальный трек-лист
Слова и музыка всех песен — Дуг Ингл, кроме отмеченной.
| №  | Название                              | Длительность |
| -- | ------------------------------------- | ------------ |
| 1. | «Most Anything You Want»              | 3:44         |
| 2. | «Flowers and Beads»                   | 3:09         |
| 3. | «My Mirage»                           | 4:55         |
| 4. | «Termination» (Эрик Бранн, Ли Дорман) | 2:53         |
| 5. | «Are You Happy»                       | 4:31         |

| №  | Название             | Длительность |
| -- | -------------------- | ------------ |
| 1. | «In-A-Gadda-Da-Vida» | 17:05        |

### Бонус треки на 1995 Deluxe Edition
| №  | Название                                 | Длительность |
| -- | ---------------------------------------- | ------------ |
| 1. | «In-A-Gadda-Da-Vida (концертная версия)» | 18:51        |
| 2. | «In-A-Gadda-Da-Vida (сингловая версия)»  | 2:53         |

## Синглы
Американские синглы
- «In-A-Gadda-Da-Vida» b/w «Iron Butterfly Theme» (both are edited versions) — Atco 6606
- «In-A-Gadda-Da-Vida» b/w «Soul Experience»—Atlantic Oldies Series 13076

Синглы, выпущенные в других странах
- «In-A-Gadda-Da-Vida», «Flowers and Beads» b/w «My Mirage» (EP release)
- «Termination» b/w «Most Anything You Want»

## Позиция в чартах
| Год  | Сингл                               | Чарт              | Позиция |
| ---- | ----------------------------------- | ----------------- | ------- |
| 1968 | In-A-Gadda-Da-Vida (Single Version) | Billboard Singles | 30      |

## Участники записи
- Дуг Ингл — орган, ведущий вокал (на всех треках, кроме «Termination»)
- Эрик Бранн — гитара, бэк-вокал, ведущий вокал (в треке «Termination»)
- Ли Дорман — бас-гитара, бэк-вокал
- Рон Буши — ударные, перкуссия

## Производственный персонал
- Аранжировки — Iron Butterfly
- Продюсер — Дон Касале
- Запись и звукорежиссирование — Джим Хилтон
- Микширование — Билл Купер

## In-A-Gadda-Da-Vida Deluxe Edition
В 1995 году альбом был переиздан под названием «In-A-Gadda-Da-Vida Deluxe Edition». Новое издание включило в себя впервые изданный материал, основанный на оригинальных записях, бонус-треки и 36-страничный буклет с фотографиями. В переиздание вошли три версии песни «In-A-Gadda-Da-Vida»: полная версия длительностью в 17:05 ; 19-минутная концертная версия, которая также вошла в альбом Live (включает в себя короткое органное вступление) и сингловую версию длительностью 2:52 . Делюксовое издание также включает в себя новую оболожку, дизайном напоминающую оригинальную, но с изображением движущейся бабочки, поверх которой изображены участники группы.